# Altirhinus
Altirhinus era un ornithopod erbivor care a trăit în Cretacic. Era un iguanodontid și apare în clasificarea dinozaurilor după Iguanodon și înainte de Ouranosaurus. A fost descoperit de paleontologul rus Serghei Kurzanov, care a excavat mai multe cranii de Altirhinus.